# Emil Andrzej Ruecker
Emil Andrzej Ruecker (Rücker) (ur. 13 października 1897 w Bukareszcie, zm. 15 kwietnia 1934 pod Radomiem) – polski dziennikarz, publicysta, urzędnik Ministerstwa Spraw Zagranicznych II RP.

## Życiorys
Pochodził ze spolonizowanej rodziny austriackiej. Syn Antoniego Rückera i Leopoldyny z Tenerów. Od 1926 był mężem Marii z Łubieńskich (1900–1934), m.in. założycielki Komitetu Towarzystw Polskich w Wolnym Mieście Gdańsku i prezeski (1927–1931) Towarzystwa Polek w Sopocie.
Po ukończeniu szkoły średniej, w 1916 został powołany do armii austriackiej z przydziałem do 34 Pułku Piechoty w Jarosławiu. Po zwolnieniu z wojska (ze względu na zły stan zdrowia) studiował filozofię i literaturę na UJ w Krakowie. Od 1 października 1920 rozpoczął pracę w MSZ na stanowisku referenta prasowego Poselstwa Polskiego w Bukareszcie, które sprawował do 1 maja 1921. Następnie był uczestnikiem III powstania śląskiego (od 2/3 maja do 5 lipca 1921). Od stycznia 1925 do czerwca 1931 był redaktorem naczelnym pisma „Baltische Presse” w Gdańsku. Wchodził też w skład zespołu redakcyjnego „Rocznika Gdańskiego”. W lipcu 1927 był inicjatorem utworzenia Syndykatu (Koła) Dziennikarzy Polskich na terenie Wolnego Miasta Gdańska, którego w latach 1927–1929 był prezesem. Od 1 lipca 1931 ponownie pracował w MSZ w Wydziale Prasowym. Został delegowany do Genewy jako szef biura prasowego polskiej delegacji na konferencję rozbrojeniową. 21 grudnia 1932 mianowany został Zastępcą Naczelnika i Kierownikiem Referatu Politycznego Wydziału Prasowego w MSZ. Był autorem wielu publikacji i prac politycznych.
Razem z żoną zginęli w wypadku samochodowym na drodze pomiędzy Białobrzegami i Radomiem. Winną tragicznego wypadku była rowerzystka Janina Król, za spowodowanie którego została skazana na rok więzienia. Emil Andrzej Ruecker razem z żoną zostali pochowani na cmentarzu Stare Powązki (kwatera 284a wprost-6-4).

## Publikacje
Emil Ruecker, Pięć lat polityki gdańskiej, 1927.
Emil Ruecker, Ósme Zgromadzenie Ligi Narodów, Kraków 1927.
Emil Ruecker, Niemcy, Prusy, a Polska : kilka aktualnych faktów i uwag, Krakowska Spółka Wydawnicza, Kraków 1928.
Emil Ruecker, Kontynent niezgody : rozważania o kryzysie europejskim, Księgarnia F. Hoesicka, Warszawa 1930.
Emil Ruecker, Stan prasy w Prusach Wschodnich i na Pomorzu, 1930.
Emil Ruecker, Ewolucja zagadnienia Prus Wschodnich, Poznań 1932.

## Odznaczenia

### polskie
- Złoty Krzyż Zasługi (30 stycznia 1930)[7],
- Medal Niepodległości (6 czerwca 1931)[8],
- Śląska Wstęga Waleczności i Zasługi[4],

### zagraniczne
- Krzyż Oficerski Orderu Gwiazdy Rumunii (Rumunia)[3],
- Krzyż Oficerski Orderu Korony Rumunii (Rumunia)[3],
- Krzyż Oficerski Orderu Trzech Gwiazd (Łotwa)[3],
- Krzyż Kawalerski Orderu Świętego Sylwestra (Watykan)[3],
- Królewski Order Wazów V klasy (Szwecja)[3],
- Królewski Norweski Order Świętego Olafa V klasy (Norwegia)[3],
- Order Danebroga V klasy (Dania)[3],
- Legia Honorowa (Francja)[4].